# Дацит
Дацит (енгл. Dacite, фр. Dacite, рус. Дацит) је вулканска стена изграђена од кварца, натријско-калијских плагиокласа и бојених минерала. Ове стене су изливни еквиваленти магматске стене кварцдиорита. Њихов назив потиче од речи Dacia, старог назива за Румунију, где су доста заступљени.
Минерали који изграђују дацит су: интермедијарни плагиоклас (андезин), кварц и бојени минерали (биотит, хорнбленда, пироксен). На основу бојених минерала издвајају се различити варијетети дацита: биотитски дацит, амфиболитски дацит, итд. Боја стене варира у зависности од садржаја и врсте бојених минерала и степена кристалинитета основне масе.
Структура стене је порфирска, а текстура флуидална. Лучење дацита је плочасто и стубасто.
Смањењем количине кварца, ове стене чине прелазе ка андезитима, када се називају дацито-андезити, док повећањем количине калијског фелдспата показују прелаз према кварцлатитима.

## Распрострањење и примена
Јављају се у већим масивима, често са андезитима. У Србији се јављају на Руднику, код Славковице, на западним падинама Копаоника, у долини Ибра, код Сурдулице.
Значајан су грађевински материјал. Користе се за израду коцке за путеве, ивичњаке, ломљени камен, итд. Највећи каменоломи налазе се у Славковици и Кадиној Луци.